# Siatka sitodrukowa
Siatka sitodrukowa stanowi szkielet sita i jako taka decyduje o wykonaniu form kopiowych w sitodruku. Wykonuje się je najczęściej z dwóch rodzajów włókien monofilamentowych: wyprodukowanych z poliestru lub poliamidu.  
Włókna siatek powinny się charakteryzować odpowiednią wytrzymałością na rozciąganie, ścieranie i na obciążenia udarowe (uderzenia rakla) a także odpornością na różne środki chemiczne używane w przygotowalni sitodrukowej do obróbki formy kopiowej.
Siatka określana jest również przez pewne cechy geometryczne wynikłe z procesu jej tkania takie jak: liczba sitowa, średnica włókien czy grubość siatki jak i cechy jakościowe - równomierność utkania, zdolność utrzymywania wymiarów oczek po naciągu itp.
Siatki wykonane z poliestru są bardziej wytrzymałe na rozciąganie niż te z poliamidu, mniej też wchłaniają wody, co powoduje, że sito z siatki poliestrowej ma większą stabilność wymiarową.